# Шелякин, Михаил Алексеевич
Михаил Алексеевич Шелякин (19 декабря 1927, Брянская обл., СССР —- 20 сентября 2011, Тарту, Эстония) — советский и российский лингвист, доктор филологических наук, профессор. Изучал проблемы грамматики русского языка, семиотики, общего языкознания и преподавания русского языка как иностранного.

## Биография

### Ранние годы (1927—1954)
Родился в 1927 году в деревне Мальтина Карачевского района Брянской области. Окончил среднюю школу окончил в Орле. В 1946—1950 годы был студентом факультета русского языка и литературы Орловского педагогического института. По окончании института остался на кафедре. После года работы преподавателем был принят в очную аспирантуру МГУ, которую за два с половиной года закончил досрочно. В 1954 году защитил кандидатскую диссертацию «Работа И. С. Тургенева над языком „Записок охотника“» (1954), в ходе работы он обнаружил считавшуюся утерянной часть цензурного экземпляра рукописи «Записок охотника».
В 1954 году М. А. Шелякин был направлен в Таллинский пединститут в качестве старшего преподавателя кафедры русского языка и литературы, где продолжил разработку над проблематикой кандидатской диссертации, также занимаясь вопросами истории русского языка. В 1958 году издал учебный материал по курсу «История русского языка» «Полногласные и неполногласные формы в современном русском языке».

### Первые публикации (1950—1973)
С конца 1950-х годов начал опубликовывать статьи по грамматике современного русского языка. Преподавал в Эстонии, Германии (гаст-доцент в Потсдамской высшей педагогической школе, 1966—1971) и на Кубе (директор филиала Института русского языка им. А.С.Пушкина, 1979—1980).

### Тартусский университет (1975—1993)
С 1975 по 1993 годы заведовал кафедрой русского языка Тартуского университета, имел тесные научные контакты кафедры с Институтом лингвистических исследований РАН в Санкт-Петербурге, изучал функциональною грамматику. Близким другом и его единомышленником был заведующий кафедрой общего и русского языкознания Российского университета дружбы народов Лев Алексеевич Новиков (1931—2003). Вместе с коллективом московских лингвистов (Л. А. Новиковым, В. В. Лопатиным, И. Г. Милославским, В. В. Ивановым и др.) принял участие в написании учебника «Современный русский язык». В 1989 году вышла часть курса «Словообразование. Морфология», в котором большинство разделов написал Шелякин.
Был в дружеских отношениях с сотрудниками Института русского языка им. В.В.Виноградова РАН — Н. Ю. Шведовой (1916—2009), В. В. Лопатиным, Г. А. Золотовой, Н. К. Онипенко. Был знаком с Арто Мустайоки, заведующим отделением славистики и балтистики Хельсинкского университета (Финляндия); Ханну Томмола, профессором института современных языков и переводоведения университета Тампере, Йожефом Крекичем, профессором кафедры русского языка и литературы педагогического факультета им. Дьюлы Юхаса Сегедского университета, Рафаэлем Гузманом Тирадо, профессором русского языка кафедры классических языков Гранадского университета.
В 1993 году в Москве был издан «Справочник по русской грамматике» для иностранцев изучающих русский язык, на 2022 год, справочник выдержал 5 изданий.

### Поздние годы (1993—2011)
Из-за возрастного ценза в Тартуском университете, Шелякин ушёл на пенсию и стал эмеритус-профессором. Были изданы монографии «Справочник по русской грамматике» (Москва, 1993, 2000, 2003, 2005, 2006), «Функциональная грамматика» (Москва, 2001), «Язык и человек» (Тарту, 2002), «Язык и человек. К проблеме мотивированности языковой системы» (Москва, 2005), «Русский инфинитив (морфология и функции)» (Москва, 2006), «Категория аспектуальности русского глагола» (Москва, 2008), «Объяснительный словарь непроверяемых орфограмм русского языка» (Москва, 2009), «Очерки по прагматике русского языка» (Москва, 2010) и др.

## Труды
- Šeljakin M.A. Historische Vokalwechsel in der russischen Sprache der Gegenwart. Potsdam. 1970. 60s.
- Шелякин М. А. Категория вида и способы действия русского глагола (теоретические основы). Таллинн. 1983. 216с.
- Шелякин М. А. Русские местоимения (значение, грамматические формы, употребление). Тарту. 1986. 92с.
- Шелякин М. А. Справочник по русской грамматике. М. 1993. 360с.
- Шелякин М. А. Функциональная грамматика русского языка. М. 2001. 288с.
- Шелякин А. М. Русский язык. Справочник. Таллинн. 2002. 344с.
- Шелякин М. А. Язык и человек. К проблеме мотивированности языковой системы. М. 2005. 296с.
- Шелякин М. А. Русский инфинитив (морфология и функции). М. 2006. 160с.
- Шелякин М. А. Категория аспектуальности русского глагола. М. 2008. 272с.
- Шелякин М. А. Объяснительный словарь непроверяемых орфограмм русского языка. М. 2009. 320с.
- Шелякин М. А. Очерки по прагматике русского языка. М. 2010. 288с.